# Vjekoslav Štefanić
Vjekoslav Štefanić (ur. 25 kwietnia 1900 w Dragiej Bašćanskiej, zm. 24 lutego 1975 w Zagrzebiu) – chorwacki filolog, slawista i nauczyciel.

## Życiorys
Na Uniwersytecie w Zagrzebiu ukończył slawistykę i romanistykę. 
Pracował jako nauczyciel. Był pracownikiem archiwum Chorwackiej Akademii Nauki i Sztuki. W latach 1961–1967 był dyrektorem Instytutu Starosłowiańskiego (Staroslavenski institut). W pracy naukowej szczególną uwagę poświęcał dziedzictwie głagolicy na wyspie Krk. Badał cyryliczne korzenie chorwackiego piśmiennictwa. Wraz ze współpracownikami w 1969 roku zredagował Hrvatską srednjovjekovną književnost. Był redaktorem czasopisma Slovo i Radovi.

## Wybrane prace
- Glagoljski rukopisi otok Krk (1960)
- Glagoljski rukopisi JAZU, I–II (1969–1970)[1]